# Barbara Levinger
Barbara Levinger (* 26. Dezember 1904 in Mannheim; † 10. Dezember 1944 in Wiesbaden), Pseudonym Barbara Lee, war eine deutsche Schauspielerin und Schriftstellerin. Sie war nach den 1935 erlassenen Nürnberger Rassengesetzen „Halbjüdin“, denn ihr Vater Hermann Levinger war jüdischer, ihre Mutter Maria christlicher Herkunft. Als Opfer des Nationalsozialismus wählte sie am 8. Dezember 1944 den Freitod durch Gift.

## Leben
Barbara Levinger arbeitete in den 1920er Jahren als Schauspielerin. Sie galt als begabt und war zeitweise am Stadttheater Konstanz engagiert. Später widmete sie sich der Schriftstellerei. Sie nahm den Künstlernamen „Barbara Lee“ an. 1931 erschien ihr einziger Roman mit dem Titel Johann Zundler.
1930 zog die Familie nach Wiesbaden. Dort erhoffte man sich aufgrund einer Heilquelle Linderung für ihre an Gicht erkrankte Mutter Maria Levinger, aber sie starb 1933.
Während des „Dritten Reiches“ wurde Vater und Tochter ihre jüdische Herkunft zum Verhängnis. Im Dezember 1944 vergifteten sie sich in ihrer Wiesbadener Wohnung, nachdem sie erfahren hatten, dass ihre Familie deportiert werden sollte.

## Gedenken

### Grabstätte
Auf dem Überlinger Friedhof erinnert heute ein Gedenkstein an der Friedhofskapelle an die Familie Levinger. Die Gräber der Familie werden von der Stadt als Ehrengrab gepflegt.

### Literarisches Gedenken
Den Überlinger Autoren Oswald Burger und Hansjörg Straub ist es zu verdanken, dass die Levingers in einem literarischen Gedenken bewahrt werden.
In ihrem dokumentarischen Band Die Levinger. Eine Familie in Überlingen haben die Autoren den Versuch unternommen, Spuren dieser vernichteten Existenz zu rekonstruieren und das Leben des früheren Überlinger Landrats, seiner Frau Maria und der Tochter Barbara anhand noch auffindbarer Spuren nachzuzeichnen.

### Stolpersteine
Das komplett recherchierte Buch zum Schicksal der verfolgten Familie Levinger dient als Grundlage für die Verlegung dreier so genannter „Stolpersteine“ vor dem ehemaligen Amts- und Wohnsitz von Hermann Levinger und seiner Familie. Das ehemalige Bezirksamt, das spätere Landratsamt, gehört heute zur Stadtverwaltung.
Die Steine wurden am 8. September 2005 verlegt und tragen an der Oberseite eine Messingtafel, auf die mit Hammer und Schlagbuchstaben die Überschrift „Hier wohnte“ und den Todestag eingetragen sind. Der Text lautet:
HIER WOHNTE / LANDRAT / HERMANN LEVINGER / Jg. 1865 / TOT / 8. Dezember 1944 - HIER WOHNTE / BARBARA LEVINGER / BARBARA LEE / Jg. 1904 / TOT / 10. Dezember 1944

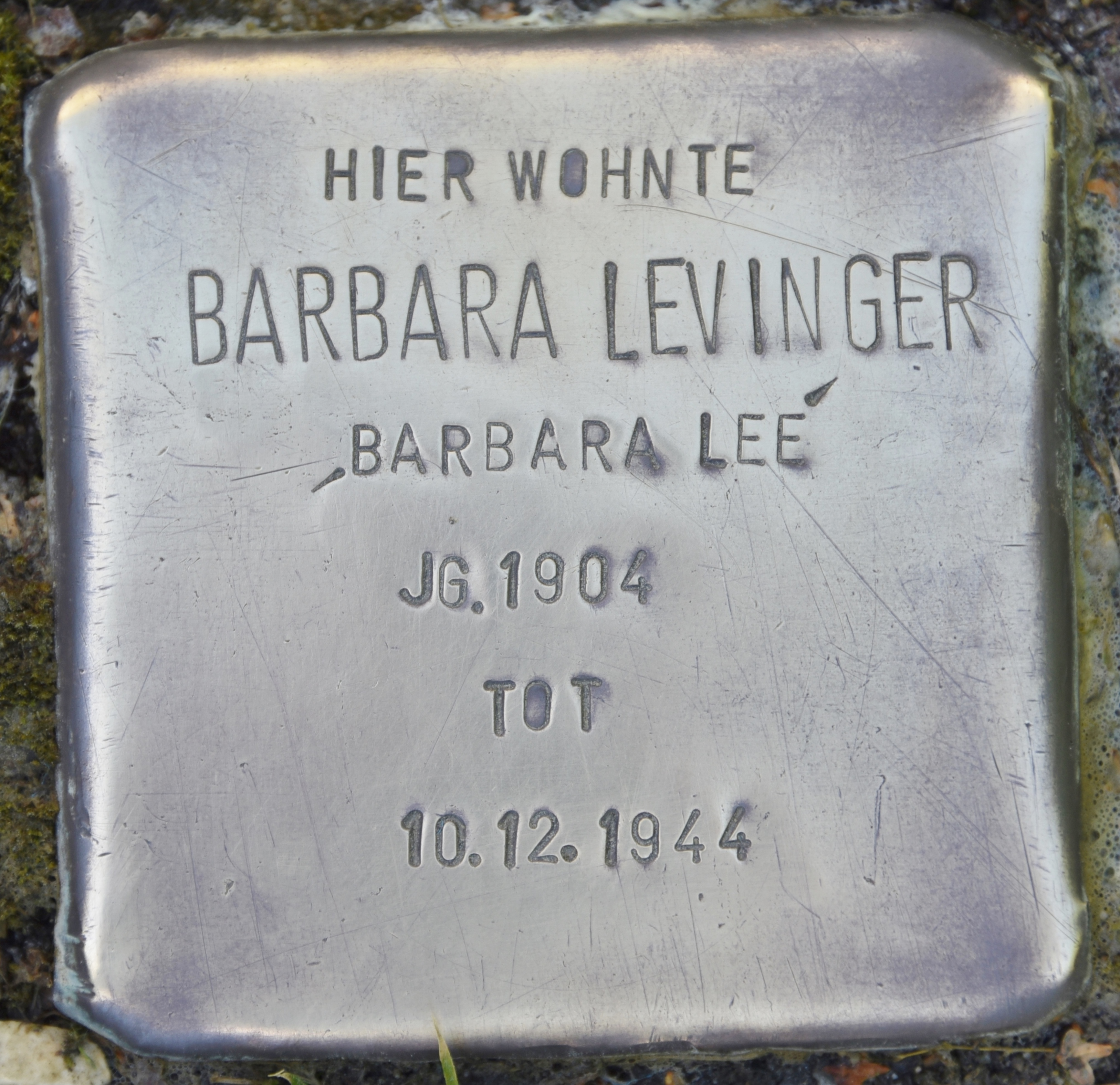
Stolperstein für Barbara Levinger
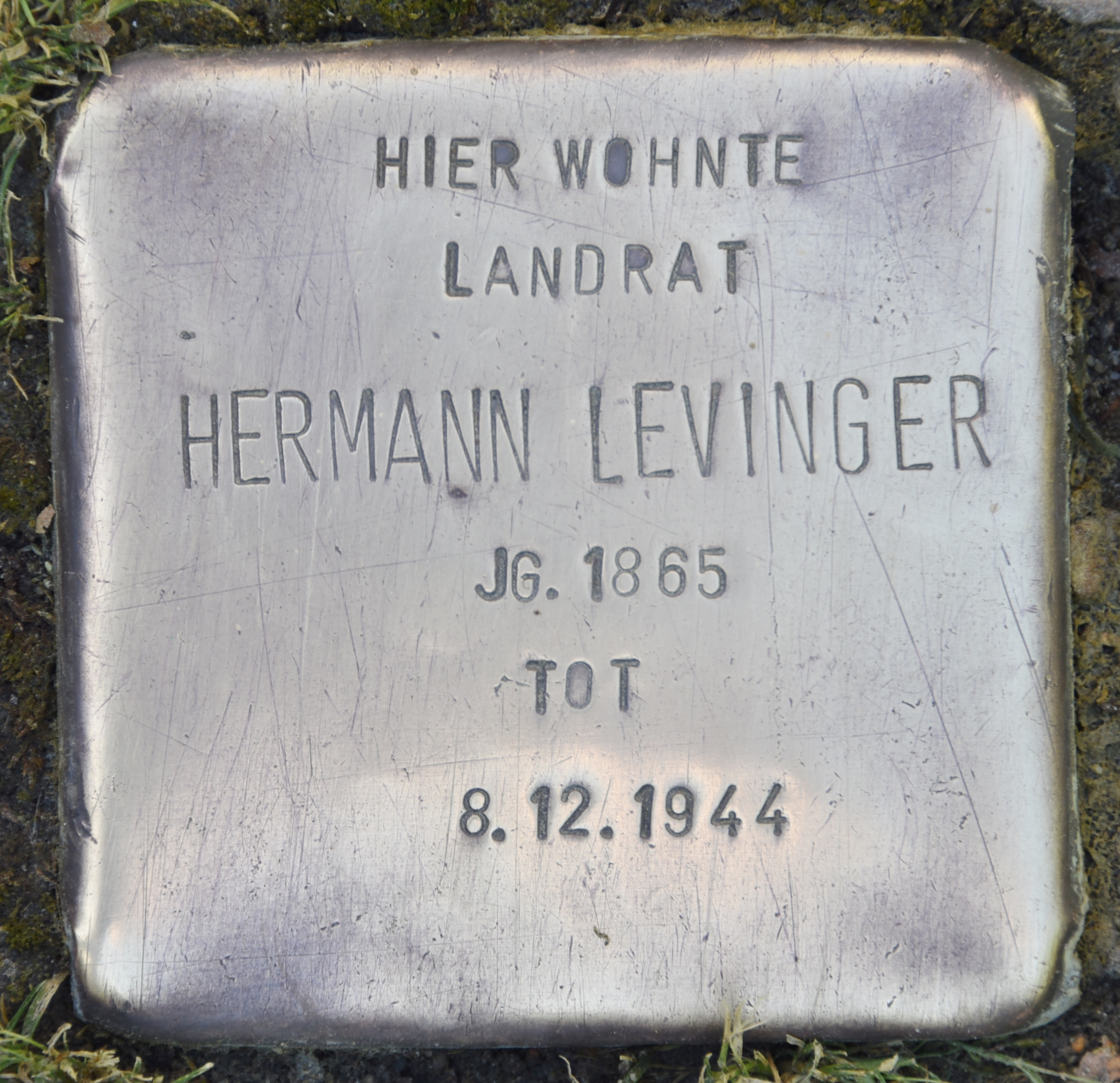
Stolperstein für ihren Vater Hermann Levinger
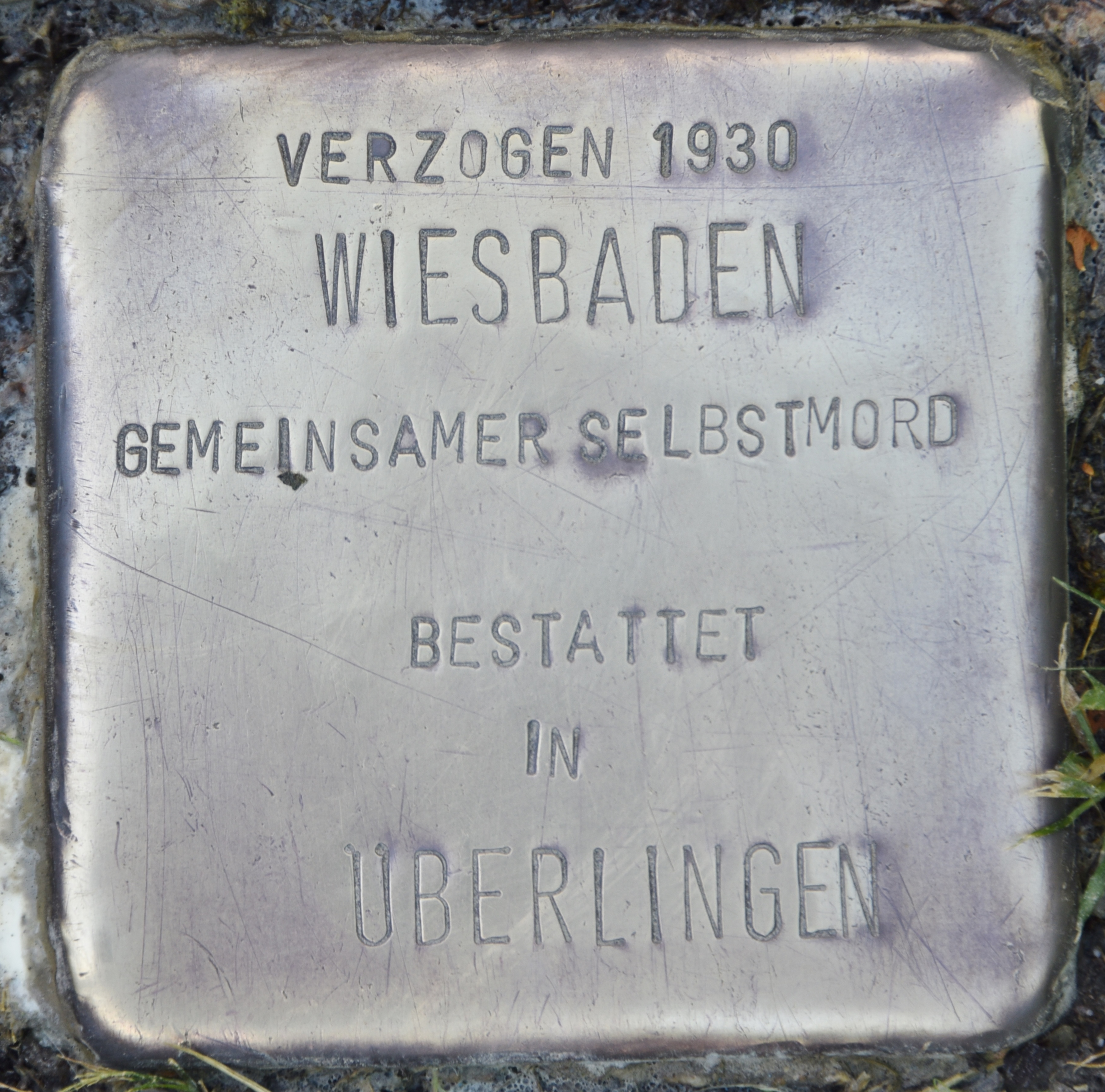
Stolperstein für Barbara und Hermann Levinger

## Roman „Johann Zundler“

### Inhalt
Der Roman Johann Zundler erzählt die Geschichte des Knechtes Johann Zundler, der wegen seines Namens und seiner roten Haare beschuldigt wird, ein Brandstifter zu sein. Die tragische Geschichte spielt in einer Landgemeinde im Hinterland Überlingens.
Dem Roman war keine große Resonanz vergönnt. Erst Manfred Bosch, ein Schriftsteller aus Bad Dürrheim, machte 1997 in seiner preisgekrönten Bohème am Bodensee. Literarisches Leben am See von 1900 bis 1950 wieder auf ihn aufmerksam.

### Rezension
Warum sich die großbürgerlich erzogene Lee ein Sujet wählte, „das kaum etwas mit ihrem eigenen Milieu zu tun hatte, wissen wir nicht genau“, sagt Hansjörg Straub. Ihr Romanheld ist ein armer Bub, der von Kindheit an unter seinem feuerroten Haar und dem fatal dazu passenden Nachnamen „Zundler“ leidet. Später ändert er seinen Nachnamen, doch seinem Los entrinnt Johann dadurch nicht. Oswald Burger und Hansjörg Straub erinnern an Parallelen zu Levingers eigenem Schicksal. „Auch sie versuchte, ihren Namen zu ändern. Und ihre Umwelt zwang ihr genau das Schicksal auf, vor dem sie fliehen wollte.“ So wie Zundlers Haar zufällig rot sind, sind zwei Großeltern Barbara Levingers zufällig Juden. „Damit wurde ihnen eine Last auferlegt, die sie erdrücken musste. Beide durften letztlich nichts anderes sein als das, was die Gesellschaft ihnen zuschrieb.“
In unverschnörkeltem Stil erzählt Lee die Geschichte. Obwohl ihre Sprache konventionell sei, hebe sich ihr Stil „von kitschigen Naturbildern, gar von der Blut- und Bodenprosa mancher Zeitgenossen erfreulich ab.“
Besonders einprägsam schildert Lee etwa das neue Schulhaus, das der Bub Johann besucht und die Bilder an den Wänden, darunter eine Szene, welche die Krönung Karls des Großen darstellen soll. Zundler ist von der purpurroten Pracht schwer beeindruckt. Umso mehr fiebert er dem Kurzbesuch des aktuellen Kaisers im Dorf entgegen. Doch nur ein prosaisch wirkender Herr in Uniform rauscht vorbei.
Als die Schüler einen Aufsatz über die Stippvisite schreiben sollen, steht der schüchterne Zundler erstmals ungefragt auf und sagt störrisch: „Das war nicht der Kaiser.“ Er hat seine erste Enttäuschung erlebt, „der große bunte Garten seiner Phantasie war zerstört fürs ganze Leben.“ Das hielt ein Schweizer Kritiker für übertrieben, doch er bescheinigt Lee „die Gabe des Einfühlens...eine klare Beobachtung der dörflichen Menschen und ihrer Verhältnisse und ... eine fesselnde Gabe des Erzählens.“

## Lyrik
Gedichte von Barbara Levinger erschienen in folgenden Büchern und Zeitschriften:
- Norbert Jacques (Hrsg.): Das Bodenseebuch, 10. Jg. 1923, Konstanz (1922), S. 59–60 (Gedichte)
- Badische Heimat, Karlsruhe, 11. Jg. 1924, S. 51 (Die weiße Jolle) und 60 (Der Falter)
- Bruno Goetz (Hrsg.): Überlinger Almanach, Überlingen: Benz 1925